# Knieperstraße 6 (Stralsund)
Das Wohnhaus Knieperstraße 6 in Stralsund ist ein denkmalgeschütztes Bauwerk in der Knieperstraße.

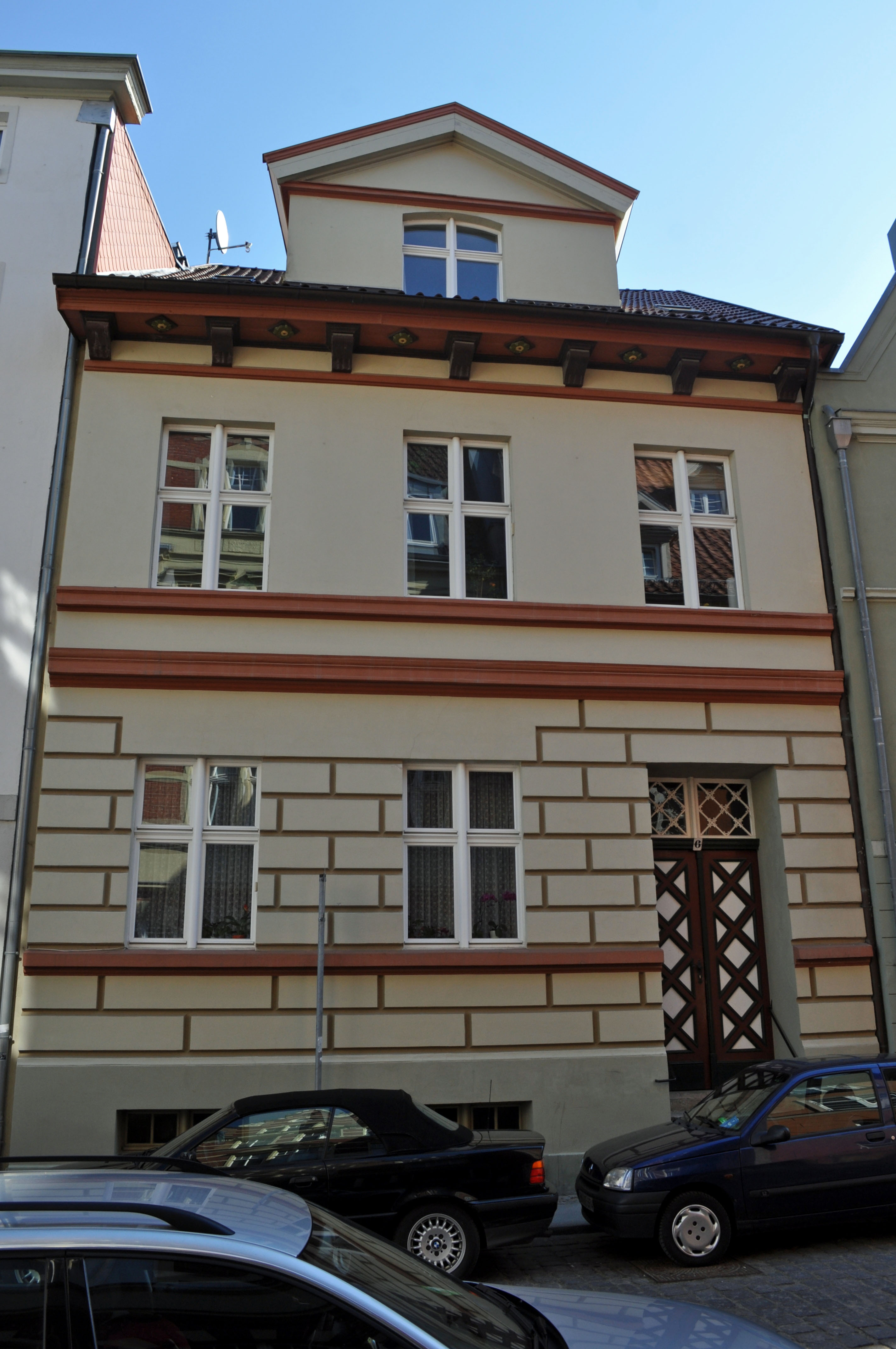
Haus Knieperstraße 6 in Stralsund (2012)

Das zweigeschossige, dreiachsige Traufenhaus wurde um 1830 errichtet. Die Putzfassade des klassizistisch gestalteten Hauses zeigt eine Rustizierung im Erdgeschoss, geschosstrennendes Gesims und ein vorkragendes, auf Konsolen gelagertes Traufgesims. Die Haustür mit aufgelegter Rautengliederung ist erhalten. Mittig auf dem Dach sitzt ein Zwerchhaus.
Das Haus im Kerngebiet des von der UNESCO als Weltkulturerbe anerkannten Stadtgebietes des Kulturgutes „Historische Altstädte Stralsund und Wismar“ ist in die Liste der Baudenkmale in Stralsund eingetragen.